# لیبرال دموکراسی

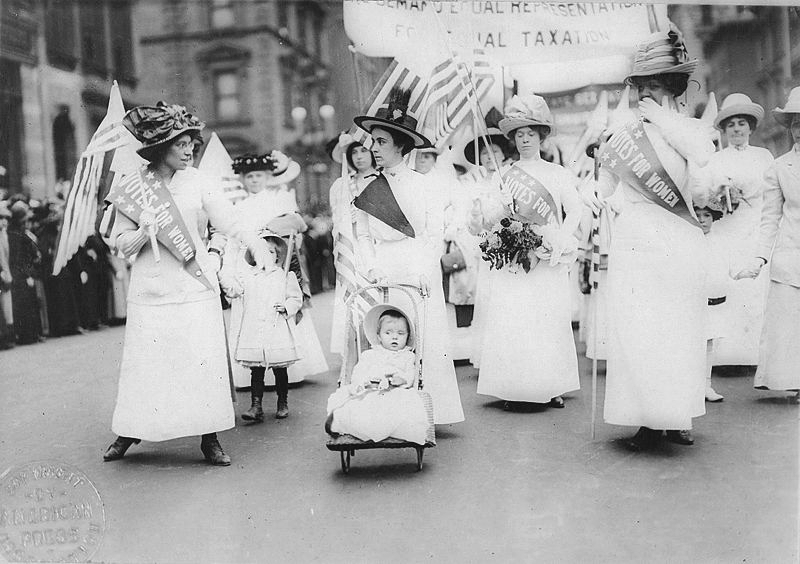
لیبرال دموکراسی

لیبرال دموکراسی (به انگلیسی: Liberal democracy) دموکراسی لیبرال، دموکراسی آزاد، یا دموکراسی قانون اساسی که همچنین به آن دموکراسی غربی نیز گفته می‌شود، یک ایدئولوژی سیاسی و نوعی نظام و دولت است که در آن دموکراسی به نمایندگی تحت اصول لیبرالیسم عمل می‌کند. مشخصه آن انتخاب آزاد بین احزاب سیاسی گوناگون، تفکیک قوا به شاخه‌های مختلف دولت، حاکمیت قانون در زندگی روزمره مردم و جامعه به عنوان بخشی از یک جامعه باز، اقتصاد بازار با مالکیت خصوصی و حمایت برابر از حقوق بشر، حقوق شهروندی، و آزادی‌های مدنی و آزادی‌های سیاسی برای همه مردم است.
برای تعریف ایدئولوژی سیاسی دموکراسی‌های لیبرال در عمل، معمولاً در قانون اساسی تدوین و تألیف می‌شوند، مانند قانون اساسی تدوین یافته ایالات متحده آمریکا یا در قانون اساسی ذکر نشده (مانند انگلستان)، برای ترسیم قدرت دولت و ثبت قرارداد اجتماعی. پس از یک دوره گسترش در نیمه دوم قرن ۲۰، لیبرال دموکراسی به یک سیستم سیاسی رایج در جهان تبدیل شد.
لیبرال دموکراسی ممکن است در اشکال مختلف قانون اساسی باشد: ممکن است یک جمهوری مبتنی بر قانون اساسی باشد، مانند ایالات متحده، هند، آلمان یا برزیل، یا پادشاهی مشروطه (پادشاهی پارلمانی)، مانند بریتانیا، ژاپن، کانادا یا اسپانیا.
این نظام‌ها ممکن است یک نظام ریاستی (ایالات متحده آمریکا، برزیل)، یک نظام پارلمانی (سیستم وست مینستر، بریتانیا و کشورهای مشترک‌المنافع، اسپانیا) یا یک سیستم ترکیبی، نظام جمهوری-پارلمانی (فرانسه) داشته باشند.
دموکراسی لیبرال ممکن است اشکال مختلف قانون اساسی داشته باشد زیرا ممکن است یک سلطنت مشروطه باشد یا جمهوری. ممکن است دارای یک سیستم پارلمانی، یا یک سیستم ریاست جمهوری یا یک سیستم نیمه ریاست جمهوری باشد.
دموکراسی‌های لیبرال معمولاً از حق رای جهانی برخوردارند و به همه شهروندان بالغ حق رأی دادن بدون در نظر گرفتن قومیت، جنس، مالکیت املاک، نژاد، سن، جنسیت، درآمد، موقعیت اجتماعی یا مذهب را می‌دهند. با این حال، از نظر تاریخی برخی از کشورها که به عنوان دموکراسی‌های لیبرال در نظر گرفته می‌شوند حق رای دادن محدودتری دارند. حتی امروز، برخی از کشورها که به عنوان دموکراسی‌های لیبرال در نظر گرفته می‌شوند، از حق رای واقعی جهانی برخوردار نیستند، زیرا کسانی که در انگلیس مجازات زندان طولانی مدت را دارند نمی‌توانند رای دهند، سیاستی که توسط دادگاه حقوق بشر اروپا نقض حقوق بشر شناخته شده‌است.

## ساختار
دموکراسی‌های لیبرال معمولاً دارای حق رأی همگانی، اعطای تمام شهروندان بالغ حق رأی بدون در نظر گرفتن نژاد، جنسیت یا مالکیت اموال هستند. از لحاظ تاریخی، با این حال، برخی از کشورها، که به عنوان لیبرال دموکراسی شناخته می‌شوند محدودیت بیشتری در حق رأی دادن داشته‌اند، و برخی رأی مخفی ندارند. همچنین ممکن است شرایطی برای رأی‌دهندگان لازم باشد مثلاً از رأی‌دهندگان درخواست شود ثبت‌نام کنند پیش از اینکه به آن‌ها اجازهٔ رأی‌دهی داده شود. تصمیماتی که از طریق انتخابات به دست می‌آید، نه توسط همهٔ شهروندان، بلکه توسط کسانی که در رأی‌دهی شرکت کرده‌اند، اتخاذ می‌شوند.

### حقوق و آزادی‌ها
در عمل، دموکراسی‌ها محدودیت‌های خاصی برای آزادی‌های خاص قائل هستند. به عنوان مثال محدودیت‌های مختلف قانونی از جمله قوانین حق نشر و قوانینی در برابر افترا وجود دارد. ممکن است برای سخنرانی ضد دموکراتیک، یا تلاش برای تضعیف حقوق بشر و در مورد ارتقاء یا توجیه تروریسم محدودیت وجود داشته باشد. در طول جنگ سرد، در ایالات متحده بیش از اروپا، این‌چنین محدودیت‌هایی بر کمونیست‌ها اعمال می‌شد. در حال حاضر این محدودیت‌ها معمولاً بر سازمان‌هایی اعمال می‌شود که ترویج تروریسم یا تحریک گروه نفرت از آن‌ها استنباط شود. مثال‌ها عبارتند از: قانون ضد تروریسم، بستن پخش برنامه‌های ماهواره‌ای و برخی قوانین علیه سخنان نفرت‌آور. منتقدان ادعا می‌کنند که این محدودیت‌ها ممکن است فراتر از حد برود و اینکه ممکن است هیچ از حداقل تضمین‌های آئین دادرسی عادلانهٔ قضایی وجود نداشته باشد.
رابطهٔ لیبرالیسم و دموکراسی یک رابطهٔ ضروری عقلی نیست، بلکه یک رابطهٔ تاریخی است. لیبرال‌های اولیه دموکرات نبوده‌اند و بعد از آنکه جان لاک به دفاع از دموکراسی پرداخت، لیبرال‌ها تدریجاً به دموکراسی گرایش یافتند. همچنین بسیاری از دموکرات‌ها نظیر ژان ژاک روسو نیز لیبرال نبوده‌اند. اما لیبرالیسم به خصوص در قرن بیستم با دموکراسی گره می‌خورد، چنان‌که امروزه برخی از اندیشمندان علوم سیاسی دموکراسی‌ها را به دو گروه دموکراسی‌های لیبرال و غیرلیبرال تقسیم می‌کنند.
به نظر دیوید بیتام پنج مؤلفه از مؤلفه‌های لیبرالیسم برای نظام دموکراتیک و دوام آن ضروری‌اند.
- تأمین آزادی بیان، جنبش، انجمن و امثال آن، به صورتی که از حقوق فردی حمایت حقوقی یا قانونی ویژه به عمل آید.
- تفکیک نهادی قوای مجریه، مقننه و قضائیه که بدون این تفکیک، ایدهٔ حکومت قانون و تمام مندرجات آن خیالی بیش نخواهد بود.
- وجود مجلس نمایندگان.
- اصل دولت محدود و جدایی حوزه‌های عمومی و خصوصی، خواه حوزهٔ خصوصی را برحسب جامعهٔ مدنی مستقل، بازار و مالکیت خصوصی، خانواده و روابط شخصی تعریف کنیم و خواه بر حسب وجدان فردی.
- نفی پدرسالاری: این فرض معرفت‌شناسانه که هیچ حقیقت غایی در مورد این که خیر جامعه چیست، وجود ندارد (حقیقتی مبتنی بر مکاشفه یا وحی یا معرفتی خاص)، بلکه تنها معیار خیر عمومی چیزی است که مردمی که آزادانه سازمان یافته‌اند، انتخاب خواهند کرد نه آن چیزی که اهل فن یا پیامبران بر مبنای معرفتی برتر مقرر می‌دارند. در اینجا پدرسالاری‌ستیزیِ دموکراسی محصول مستقیم پدرسالاری‌ستیزیِ لیبرالیسم و مبتنی بر بنیاد معرفت‌شناسانه مشابهی است.

## برای مطالعهٔ بیشتر
- بشیریه، حسین. تاریخ اندیشه‌های سیاسی در قرن بیستم. جلد دوم: لیبرالیسم و محافظه‌کاری